# ألف ويليامسون
ألف ويليامسون (بالإنجليزية: Alf Williamson)‏ هو لاعب كرة قدم أسترالية أسترالي، ولد في 6 أكتوبر 1893 في Toongabbie, Victoria ‏ في أستراليا، وتوفي في 11 أبريل 1917 في بوليكورت في فرنسا.

## وصلات خارجية
- ألف ويليامسون على موقع AustralianFootball.com (الإنجليزية)
- ألف ويليامسون على موقع AFLtables.com (الإنجليزية)